# Boleslaus (Niederaltaich)
Boleslaus (* um 1100; † 1160 in Niederaltaich) war ein  Benediktiner und von 1150 bis 1160 28. Abt der Abtei Niederaltaich.
Unter Abt Boleslaus vollzog sich der Übergang der freien Reichsabtei Niederaltaich unter die Lehnshoheit des Bistums Bamberg, indem Friedrich Barbarossa unmittelbar nach seiner Königswahl Bischof Eberhard II. von Otelingen das Kloster für seine maßgebliche Hilfe bei den Wahlvorbereitungen und der Krönung übertrug. Abt Boleslaus erschien darauf am Lichtmesstag des folgenden Jahres mit einem zahlreichen Gefolge von Mönchen, Klerikern und Ministerialen in Bamberg und ließ sich investieren. Im Gegenzug erhielt der Abt von Niederaltaich eine privilegierte Position im Bamberger Domkapitel zugesprochen, während der Bischof die Vertretung nach außen wie  auch die wirtschaftliche Verantwortung für das Kloster übernahm.